# Cinetorhynchus hiatti
Cinetorhynchus hiatti is een garnalensoort uit de familie van de Rhynchocinetidae. De wetenschappelijke naam van de soort is voor het eerst geldig gepubliceerd in 1967 door Holthuis & Hayashi.